# Ixodes malayensis
Ixodes malayensis este o specie de căpușe din genul Ixodes, familia Ixodidae, descrisă de Glen M. Kohls în anul 1962. Conform Catalogue of Life specia Ixodes malayensis nu are subspecii cunoscute.